# دووم دووم (أغنية)
دووم دووم (بالإنجليزية: Dhoom Dhoom) هي الأغنية الرئيسية والأغنية المنفردة التي ألفها بريتام وغناها مغني البوب تاتا يونج لفيلم وألبوم 2004، دووم. تم إصدار فيلم دووم في أغسطس 2004، وحصل على العديد من الجوائز واكتسب شهرة دولية. ارتفعت بسرعة إلى أعلى لوحات الإعلانات في عامي 2004 و2005.

## أداء الرسم البياني
كانت هذه الأغنية هي الأغنية الأكثر نجاحًا للمغنية على الإطلاق في الهند. لقد حققت الأغنية نجاحًا كبيرًا، حيث وصلت إلى المركز الأول لعدة أسابيع أو أشهر في قوائم الموسيقى في العديد من الدول الآسيوية . لقد كانت رقم واحد في بلدان مختلفة مثل الهند وتايلاند وسنغافورة وماليزيا وإندونيسيا ودول أخرى في جنوب شرق آسيا. بدءًا من أغسطس 2004 وحتى أواخر عام 2005.

## فيديو موسيقي
ظهر الفيديو الموسيقي لأول مرة في فيلم دووم. ويظهر في الفيلم تاتا يونغ وهي تغني، ويظهر فيه أيضًا العديد من ممثلي بوليوود من الفيلم، مثل أبهيشيك باتشان، جون أبراهام وأوداي تشوبرا.

## مزعوم السرقة الأدبية
اتهم كاتب الأغاني الكندي جيسي كوك بريتام بنسخ أغنيته "ماريو يتجول" (من ألبومه غرافيتي) إلى أغنية "دووم دووم". علق كوك في إحدى المقابلات أنه يحب نسخة بريتام وأنه "ليس هناك سبب للسرقة عندما أكون سعيدًا بالمشاركة". 